# 尼克·波普 (1965年)
尼克·波普（英語：Nick Pope，1965年9月19日—）是英國不明飛行物調查員、作家，曾在英國國防部任職21年。現居美國。

## 生平
1985年進入英國國防部任職，1991年和1994年間被指派到秘書處的一個部門工作，職責包括調查UFO現象。2006年，辭去在國防部的職務，仍以個人身分持續進行對UFO現象的調查研究。
2012年，波普表示在倫敦奧運會期間不明飛行物出現的几率較高；而後在倫敦奧運會開幕式時果真有人拍攝到不明飞行物出現在空中。
2018年，出版以反恐為主題的小說《Blood Brothers》；由於涉及主題過於敏感，這部小說經過了英國國防部的檢查以確保其沒有違反《官方保密法案》，最終波普被要求刪除小說中的某些段落。波普表示他「完全支持英國、美國和其他西方政府正在進行的反恐戰爭」。
波普曾接受不少新聞節目的採訪，包括《早安美國》、《賴瑞金現場》、《逍遙杰拉爾多》和BBC廣播四台的《今日》等等，亦曾擔任多部電視紀錄片的顧問。他還常到世界各地舉行講座。

## 著作
著作有《開放天空，封閉的心靈》（1996年）和《不請自來：揭秘外星人綁架現象》（1998年），小說《Blood Brothers》（2018年）。

## 外部連結
- 官方網站（英文）
- 尼克·波普在互联网电影资料库（IMDb）上的資料（英文）